# Goosecreekite
La goosecreekite è un minerale.